# Peter Bergting
Peter Bergting (né le 23 janvier 1970 à Åmål) est un auteur de bande dessinée suédois. D'abord connu en Suède pour ses histoires et illustrations de fantasy, il a ensuite travaillé pour les marchés français et américains. Depuis 2014, c'est le dessinateur principal de la série de Mike Mignola Lord Baltimore.

## Biographie
Bergting est un illustrateur de fantasy qui a illustré les jeux de rôle Shadowrun, Magic, Dragons and Demons, Mutant and Kult et a également contribué aux jeux Battletech et Vampire the Eternal Struggle. Il a également publié la série fantastique Portent.
Aux États-Unis, Bergting a produit de nombreux romans graphiques pour Image Comics, IDW et Dark Horse, notamment avec Joe R. Lansdale et Richard Morgan.
Bergting a illustré des centaines de couvertures de livres, notamment pour Ronya, fille de brigand, Les Frères Cœur-de-lion, Le Seigneur des anneaux, Les Royaumes du Nord et d'autres. Avec Alvaro Tapia, il a illustré la couverture de Harry Potter et les Reliques de la Mort. Il a également réalisé les dessins du roman graphique Gängkrig 145 de Jens Lapidus. Avec sa femme Sofia Bergting, Peter Bergting a créé la série de livres The Kingdom of the Dead pour Bonnier Carlsen. 
Depuis 2013, Bergting travaille avec Mike Mignola et Christopher Golden sur la série Baltimore, qui a donné lieu aux romans graphiques The Witch of Harju/The Wolf and the Apostle, The Cult of the Red King, Empty Graves et The Red Kingdom. Depuis le printemps 2017, Bergting travaille avec Mike Mignola et Christopher Golden sur l'adaptation du roman Joe Golem and the Drowning City pour Dark Horse Comics.
En 2012, Bergting reçoit le prix de littérature Dalsland, puis en 2015, l'une des deux statuettes suédoises du prix Adamson, décernées par l'Académie suédoise de la bande dessinée,.
Il a été nommé pour le prix August 2018 avec Jessica Bab Bonde dans la catégorie Livre suédois pour enfants de l'année pour Vi kommer snart hem igen (Natur & Kultur). Il a été nommé pour le prix August 2020 avec l'auteur Anders Fager dans la catégorie Livre suédois pour enfants de l'année pour Kråkorna (Natur & Kultur).

## Œuvres
Illustrations pour Kult (jeu de rôle).

### En français
- L'Augure, Delcourt, coll. « Contrebande », 2007.
- Agence Interpol t. 2 : Stockholm (dessin), avec Sylvain Runberg (scénario), Dupuis, 2012.
- « La Sorcière de Harju », dans Lord Baltimore t. 5 : L'Apôtre et la Sorcière (dessin), avec Mike Mignola et Christopher Golden (scénario), Delcourt, coll. « Contrebande », 2016.

## Distinction
- 2015 : Prix Adamson du meilleur auteur suédois pour l'ensemble de son œuvre (partagé avec Malin Biller)